# 依諾增爵九世

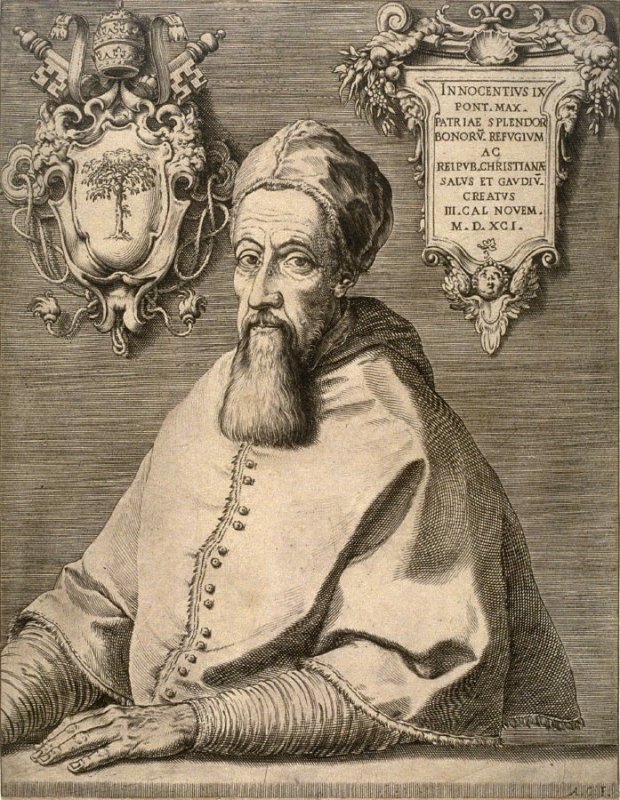
諾森九世

諾森九世（拉丁語：Innocentius PP. IX；1519年7月20日—1591年12月30日）原名若望·安多尼·法基內蒂（Giovan Antonio Facchinetti），1591年10月29日當選教宗，同年11月3日即位至同年12月30日為止。他是意大利人。

## 譯名列表
- 九世：天主教香港教區禮儀委員會：禧年專頁 （页面存档备份，存于）作。
- 因特九世：《世界人名翻譯大辭典》1993年版作因諾森特。
- 英九世：《大英簡明百科知識庫》2005年版[永久]作英諾森。
- 九世：香港天主教教區檔案　歷任教宗作。
- 九世：天主教天津教区作。